# Himmel, Polt und Hölle
Himmel, Polt und Hölle ist ein österreichischer Kriminalfilm aus dem Jahr 2003. Der Film basiert auf der Figur des Gendarmerie-Inspektors Simon Polt des österreichischen Autors Alfred Komarek.

## Handlung
Während Inspektor Polt und die Lehrerin Karin ein Paar werden und zusammenziehen, wird die Pfarrersköchin von Wiesbachtal mit Tollkirschen vergiftet. Zu den Verdächtigen gehören der sich auf der Durchreise befindliche Gourmetkritiker Heinz Hafner, der einst eine Beziehung mit der Köchin hatte und plötzlich abreist, sowie der Pfarrer und dessen Mesner. Bei seinen Nachforschungen findet Polt heraus, dass die Pfarrköchin im Laufe der Zeit verschiedene Liebschaften innerhalb des Dorfes hatte und Alkoholikerin war.

## Produktion und Veröffentlichung
Der Film wurde 2003 von Teamfilm unter der Regie von Julian Pölsler produziert. Julian Pölsler schrieb auch das Drehbuch nach der Buchvorlage von Alfred Komarek. Die Musik komponierte Hans-Jürgen Buchner. Der Film wurde erstmals am 13. April 2003 durch ORF im österreichischen Fernsehen ausgestrahlt. Es folgten mehrere Wiederholungen bei arte. Der Film erschien 2006 auch auf DVD.

## Nominierungen
Im Jahr 2003 wurde Julian Pölsler für den 3sat-Zuschauerpreis nominiert.